# Вилдан Фаик Дибра
 Тази статия е за духовника.  За политика вижте Фаик Шатку.  
Вилдан Фаик Дибра (на албански: Vildan Faik Dibra) е албански мюсюлмански духовник и учител, виден деец на Албанското възраждане.

## Биография
Роден е в албанското горнореканско село Рибница, тогава в Османската империя, днес в Северна Македония. Завършва основно и средно образование в Дебър, след което продължава да учи в Цариград. Назначен е за преподавател във високото медресе в Юскудар. Участва активно в албанското национално движение в началото на XX век. Член е на комитета Башкими (Единство) в Истанбул. В 1906 година изнася серия речи в албански градове като представител на Цариградската община. Делегат е на Битолския конгрес от 14 до 22 ноември 1908 година, който приема албанската азбука. Неговите аргументи за и против Цариградския вариант на азбуката се оказват от голямо значение. Много от участниците на конгреса чакат неговото мнение. Вилдан Фаик Дибра заявява, че „Религията и Коранът нямат нищо общо с азбуката. Няма абсолютно никакъв проблем да се използва латинската азбука за албанския език“. Също така посочва и практическата полза, че изучаването на албански ще е по-лесно, ако той използва латиницата. Вилдан Фаик Дибра е автор на няколко литературни и философски книги на източни езици. Също така и на няколко труда върху шариата. Умира в Истанбул в 1925 година.